# Noturus placidus
Loài Neosho madtom (Noturus placidus) là một loài cá da trơn Bắc Mỹ nước ngọt nhỏ. Nó được liệt kê là một loài sắp bị đe dọa ở Hoa Kỳ kể từ năm 1996.
Loài này được tìm thấy ở các bang Kansas, Missouri, và Oklahoma. Nó được tin rằng loài này không còn ở sông Illinois và phân tán qua vùng phân bố còn lại của nó. Ở Oklahoma, nó chỉ có ở các quận Ottawa và Craig. Số lượng loài bị giảm do mất môi trường sống.